# Moj deka je bio trešnja
Moj deka je bio trešnja (итал. Mio nonno era un ciliegio) je roman za decu italijanske spisateljice Andjele Naneti, objavljen 1997. godine. Na srpski jezik je preveden i prvi put objavljen 2005. u izdanju izdavačke kuće Kreativni centar. Dobio je više značajnih nagrada. Između ostalih bio je u užem izboru za Deutsche Jugenliteratur 2002. godine (nemačka nagrada za književnost za mlade) i izabran je za Prix Chronos u Francuskoj. Preveden je na veliki broj jezika. Za ovu knjigu su članovi jednog dečjeg žirija rekli da „nije kao druge - to je posebna knjiga...” 
Prema ovom delu snimljen je i kratkometražni crtani film u režiji ruskih rediteljki Olge i Tatjane Polietkove. Film je nagrađen na festivalu Gifuni u Italiji i na mnogim inostranim festivalima.
Roman Moj deka je bio trešnja se u srpskim osnovnim školama nalazi u izboru domaće lektire za šesti razred.

## Analiza dela
Roman Moj deka je bio trešnja je pisan u prvom licu, iz perspektive sedmogodišnjeg dečaka koji predstavlja deo sveta o kojem pripoveda. On pripoveda sa određene vremenske distance jer ponekad govori o
događajima iz prošlosti, od vremena kada je imao svega 4 godine, a ponekad najavljuje ono što će se tek dogoditi. Dečak je nežan, iskren i emotivan, a roman je slikovit i lako se čita. Roman je na mahove tužan, ali ima srećan kraj, što i prija mlađim čitaocima. Sastoji se od 8 dugih poglavlja. U prva dva prikazani su portreti dečakovih baki i dede, Teodolinde i Otavijana, oko kojih se i plete radnja romana. Osnovno osećanje u romanu je ljubav, a centralna ličnost dečakovih sećanja je deka Otavijano. On širi tu ljubav, nežan je, simpatičan i duhovit čovek, koji mnogo voli svoju ženu, ćerku, unuka Tonina, ali i sav živi svet: trešnju Feliče, gusku Alfonsinu, piliće... Tužni događaji, dekina i bakina smrt, opisani su iz perspektive sedmogodišnjeg deteta koje je svesno činjenice je da ljudi moraju jednom da umru i da svemu nekad dođe kraj. Autorka daje detaljni psihološki prikaz svakog lika, a posebno glavnog junaka, dečaka čiji su opisi snažnog psihološkog karaktera.
Pored toga autorka već na samom početku jasno prikazuje odnos sela i grada, kada narator priča o razlikama između bake i deke sa sela i bake i deke iz grada. Dečak je privrženiji baki i deki sa sela jer su slobodniji i manje podložni društvu. Njihov kvalitet života je vrednosno razgraničen, za razliku od bake i deke iz grada koji su podložni društvenim normama. Tonino takođe ne voli grad zbog tenzija u svom domu. Njegovi roditelji se ponašaju opuštenije na selu i ne svađaju se. Bavi se i aktuelnim društvenim temama kakva je potrebi očuvanja prirode i povezanosti čoveka s njom. Kroz ceo roman očituje se društveni kontekst u kojem selo strada zbog izgradnje grada - nešto neprirodno uništava prirodno.
Zbog načina pripovedanja iz perspektive sedmogodišnjaka priča deluje pomalo naivno, puna smešnih i zanimljivih dečjih prikaza, mišljenja, poređenja i zapažanja. Ono što je komično i smešno u delu je da Tonino zapravo nije dovoljno zreo da razume društvo, apstraktne pojmove, on pogrešno tumači neke reči i izraze.
Jedna od tema koja se problematizuje i ponavlja kroz čitav roman je tema gubitka i smrti voljene osobe. Ono šta je posebno zanimljivo je da dečak smatra da je bolje umreti nego živeti nedostojanstveno, kako misli da njegov deka živi svoje poslednje dane. 
Posebno mesto u romanu zauzima jedno drvo trešnje koje ima i svoje ime – Feliče (što bi se sa italijanskog moglo prevesti kao „Srećko”, od felicità feličita, što znači „sreća”). Upravo je to ime majke glavnog junaka čije je ime Feličita. Trešnja je posebna jer ju je deka Oktavijano kupio i posadio na dan kada se ona rodila. Trešnja ima značajnu ulogu u detinjstvu i Feličite i njene dece, a upravo preko tog drveta deka Oktavijano prenosi svome unuku značajne životne istine. Simbol trešnjinog drveta usko je povezan i sa pitanjem života i smrti.
U romanu se, pored dečjih zapažanja o sredinama u kojima dečak živi pojavljuju i nežne, humorističke kritike koje autorka upućuje društvu – grabljivost i nezainteresovanost opštinske vlasti koja označava društvo u kapitalizmu, nerazvijenost školstva i otuđenost među odraslima. Roman Moj deka je bio trešnja uspešno prikazuje nesavršen svet pun ljubavi i nedostataka i sažima sve važne životne teme kroz pogled sedmogodišnjeg dečaka koji uči o svetu, životu i smrti.

## Kratak sadržaj romana
Narator, ujedno i glavni junak ovog romana, sedmogodišnji dečak Tonino, pre svega priča o svom deki, ali kroz radnju romana opisuje čitavu svoju porodicu. On živi u gradu sa svojim roditeljima i sa bakom i dekom sa tatine strane. To su baka Antonijeta i deka Luiđi, a sa njima živi i njihov mali pas, Flopi. Dok mu je život u gradu sa bakom i dekom dosadan, monoton i jednoličan, život na selu, gde žive drugi baka i deka uzbudljiv je i izuzetno privlačan. Baka i deka sa sela razlikuju se od svih ljudi koje Tonino poznaje. Oni su duhoviti, vedri i posebno povezani sa prirodom i životinjama. U romanu dolazi do izražaja ova ljubav i povezanost sa prirodom. Tonino opisuje dedu Oktavijana, koji je glavni junak njegovog detinjstva, kao visokog i uspravnog čoveka, vedre i dobroćudne naravi. On je za dečaka poseban i različit od svih ostalih osoba u njegovom okruženju, a posebno se razlikuje od ljudi iz grada. Baka Teodolinda je jednako posebna i pažljiva žena. Oni vole jedno drugo iskrenom, istrajnom i postojanom ljubavlju, koja se nastavlja i nakon bakine smrti. Kroz druženje sa bakom i dekom sa sela, Tonino saznaje o lepoti svakog životnog trenutka ljudi koji se vole, povezanosti čoveka i prirode, o uspomenama koje će mu biti zvezda vodilja ka odrastanju. Najvažnije poruke romana su da su u životu najvažniji ljubav i poverenje među članovima porodice i da čovek živi dokle god ima onih koji ga vole i koji ga se sećaju.

## Literatura
- Нанети, Анђела (2017). Мој дека је био трешња (PDF). Београд: Креативни центар. Архивирано из оригинала (PDF) 06. 03. 2023. г. Приступљено 6. 6. 2023.

## Spoljašnje veze
- „Српски језик, шести разред, 40. час: Анђела Нанети - Мој дека је био трешња (обрада)”. Моја школа. РТС планета. Приступљено 6. 6. 2023.
- Ulemek, Milica (24. 2. 2019). „O drvetu koje se smeje, guski i dečaku-ptici (obrada dela)”. Bookvica. Приступљено 6. 6. 2023.
- „„Мој дека је био трешња“, Анђела Нанети – тест”. Провера знања. Приступљено 6. 6. 2023.
- „“Мој дека је био трешња”, Анђела Нанети – тест”. Zelena učionica. Приступљено 6. 6. 2023.
- „Moj deka je bio trešnja - knjiga, audio knjiga, crtani film, obrada dela, kviz znanja...”. Valjina ucionica. Приступљено 6. 6. 2023.
- „Moj deka je bio trešnja - prezentacija”. prezi.com.

|  | Ово књижевно дело обрађује се у школској лектири у Србији Ако овај чланак користиш за обраду дела, користи га само информативно! За озбиљну помоћ при обради лектире потражи изворе у Референцама, Литератури и Спољашњим изворима на крају чланка. |